# Desire (telenovela)
Desire é uma telenovela estadunidense exibida originalmente pela rede MyNetworkTV entre 5 de Setembro e 5 de Dezembro de 2006. Foi produzida pela Twentieth Television.
A telenovela era estrelada por Nate Haden, Zack Silva, Michelle Belegrin, Kelly Albanese, Jessie Ward, Tanisha Harper e Sofia Milos.

## Enredo
Dois irmãos, Alex e Louis Thomas, abrem um pequeno restaurante com sua mãe, Rita, em Nova Jérsei. Na noite de inauguração, Louis conquista a jovem filha de um chefe da máfia local, notório por suas implacáveis perseguições àqueles que considera inimigos, e ele ordena que a casa e o restaurante da família sejam queimados, forçando-os a se mudar para Los Angeles. Lá, Alex e Louis são empregados por um prestigioso restaurante de Beverly Hills, e ambos se apaixonam por Andrea, a bela filha do dono do restaurante. Inicialmente, eles disputam o amor da mesma mulher, mas Louis acaba por vencer seu irmão e este se diz "feliz pelos dois". A partir daí, enquanto a intriga aumenta e a máfia segue os rastos dos dois irmãos, o amor fraternal entre Alex e Louis é quebrado pela forte e poderosa dor da traição.

## Produção
A ideia de produzir o programa surgiu no final de 2005, no formato de uma telenovela vendida para afiliadas da FOX em syndication. A ideia recebeu sinal verde do executivo Roger Ailes, mas não foi aceita pelos dirigentes das afiliadas.
No entanto, no ano seguinte, com a fusão das redes UPN e The WB, a rede MyNetworkTV surgiu e aprovou Desire para o horário nobre da emissora. A Twentieth Television tentou vender os programas para a rede The CW antes de tomar a decisão final, mas a proposta foi retirada antes de receber uma resposta.
Desire é baseada na telenovela colombiana de 2004 Mesa para tres, que foi exibida na rede Caracol TV e algumas adaptações se seguiram para adaptar personagens e locações para os Estados Unidos. Nomes de produção incluíram Table for Three e Three's a Crowd, antes do lançamento definitivo. O programa foi filmado nos estúdios da Stu Segall Productions em San Diego, usando 25 atores principais, 250 coadjuvantes e aproximadamente 2.000 figurantes.

## Elenco
| Ator                 | Personagem          |
| -------------------- | ------------------- |
| Nate Haden           | Louis Thomas        |
| Zack Silva           | Alex Thomas         |
| Michelle Belegrin    | Andrea Zavatti      |
| Tomy Dunster         | George Marston      |
| Eliana Alexander     | Rita Thomas         |
| Al Bandiero          | Peter Evans         |
| Kelly Albanese       | Cara Gamarra        |
| Gregg Strouse        | Cully               |
| Vivian Gray          | Suzy Edwards        |
| Sofia Milos          | Victoria Marston    |
| Scott Elrod          | Daniel              |
| Chuti Tiu            | Detetive Rachel Lin |
| Jessie Ward          | Penelope Sayers     |
| Joe Tabbanella       | Marco Manetti       |
| Kamal Marayati       | Dr. Bhatia          |
| Daniel Bernhardt     | Vincent             |
| Xavier Tournaud      | Christoph           |
| Fiona Hunter         | Erika               |
| Ron Gilbert          | Harold Zavatti      |
| Ben Belack           | Maurice Hutz        |
| Chris DeRose         | Joey Gamarra        |
| Alexandria Schlereth | Jessica             |
| Derika Abraham       | Kate                |
| Paul J. Alessi       | Oficial Jackson     |
| Leyla Milani         | Allegra             |
| Ashley Greene        | Renata              |
| Queenie Alice        | Queenie             |

## Transmissões internacionais
| País | Emissora   |
| --- | ---------- |
| Austrália | Arena      |
| Bulgária | bTV        |
| Japão | GyaO       |
| Noruega | TV 2 Zebra |
| Reino Unido | Trouble TV |
| Sérvia | Fox TV     |
| Israel Vietnã Tailândia Hong Kong Mongólia Malásia Filipinas Singapura Índia Brunei Sri Lanka Paquistão Maldivas | Star World |